# Bågø Fyr
Bågø Fyr er et 8 meter højt fyrtårn, der ligger på den sydvestlige spids af Bågø i Lillebælt. Det blev opført i 1816 efter tegninger af Poul de Løwenørn. Det blev 2016 taget ud af drift. Fyret blev fredet i 1945.
Fyret fik oprindelig lys fra en olielampe, men i 1847 blev der monteret et spejlapparat med sideralspejl. Det var i brug frem til 1878, hvor det blev udskiftet med et fast linseapparat. Der var en klokke der blev brugt i tåget vejr, men den blev taget ned i 1932, men kan ses som en del af udstillingen i tårnet.
Det første fyr på Bågø var et vippefyr, der blev oprettet af postvæsenet i 1705 i forbindelse med færgeoverfarten mellem Slesvig og Assens.
Søfartsstyrelsen solgt i 2016 fyret, fordi det er uden betydning for sikkerheden på vandet. Køberen er Helge Pedersen, ejer af virksomheden Raitex i Aarup.

## Eksterne kilder og henvisninger
- Baagø Fyrs venner Arkiveret 21. juli 2011 hos  Wayback Machine
- fyrtaarne.dk
- Sagsbeskrivelse hos Kulturarvsstyrelsen
- Farvandsvæsnet.dk: Dansk Fyrliste 2009 Arkiveret 16. december 2010 hos  Wayback Machine